# Domen Križaj
Domen Križaj (* 1989 in Kranj) ist ein slowenischer Opernsänger in der Stimmlage Bariton.

## Biografie

### Ausbildung und erste Auftritte
Domen Križaj erhielt seit dem Alter von ca. 14 Jahren Gesangsunterricht und begeisterte sich schon als Jugendlicher für Oper. Er studierte in Ljubljana Medizin und seit 2012 parallel dazu Gesang bei Matjaž Robavs an der dortigen Musikakademie. 2013 nahm er am Young Singers Project der Salzburger Festspiele teil. Weitere Bühnenerfahrung sammelte er 2014 an der Musikakademie Ljubljana in der Rolle des Mengotto in Niccolò Piccinnis La Cecchina. Von 2017 bis 2019 war er Mitglied des Opernstudios am Theater Basel und trat in diesem Rahmen u. a. in der Titelrolle von Viktor Ullmanns Der Kaiser von Atlantis und als Konsul Sharpless in Puccinis Madama Butterfly auf. In der Spielzeit 2019/2020 war er Ensemblemitglied dieses Hauses und gab sein Rollendebüt als Marcello in Puccinis La Bohème.

### Entwicklung als Opernsänger
Dem Publikum der Frankfurter Oper stellte er sich 2020 mit einem Liederabend und kurz danach als Albert in Massenets Werther vor und gehört ab der Spielzeit 2020/2021 dem dortigen Ensemble an. Zu seinen weiteren Rollen an diesem Haus zählten Lescaut in Manon Lescaut, die Titelrolle in Eugen Onegin und Papageno in der Zauberflöte. Bei den Tiroler Festspielen Erl stellte er 2021 den Heerrufer in Wagners Lohengrin und den Rabbiner David in Mascagnis L'amico Fritz dar und fand 2022 in der Titelrolle von Ernest Chaussons König Arthus die Beachtung der Rezensenten. Sein Rollendedüt als Rodrigo in Verdis Don Carlos gab er 2023 in Maribor und Rijeka und stellte diese Partie noch im selben Jahr auch in Frankfurt dar.

### Rollendebüts (Auswahl)
| Debüt in  | Rolle                                          |                                                    |
| --------- | ---------------------------------------------- | -------------------------------------------------- |
| Mai 2016  | Eugen Onegin (Eugen Onegin)                    | Zomeropera Alden Biesen, Belgien                   |
| Okt. 2016 | Albert (Werther)                               | Kroatisches Nationaltheater Ivan pl. Zajca, Rijeka |
| Feb. 2019 | Kaiser (Der Kaiser von Atlantis)               | Theater Basel                                      |
| März 2019 | Konsul Sharpless (Madama Butterfly)            | Theater Basel                                      |
| Dez. 2019 | Marcello (La Bohème)                           | Theater Basel                                      |
| Okt. 2020 | Lescaut (Manon Lescaut)                        | Oper Frankfurt                                     |
| Juli 2021 | Heerrufer (Lohengrin)                          | Tiroler Festspiele Erl                             |
| Dez. 2021 | David (L'amico Fritz)                          | Tiroler Festspiele Erl                             |
| Juli 2022 | Arthus (Le roi Arthus)                         | Tiroler Festspiele Erl                             |
| Okt. 2022 | Papageno (Die Zauberflöte)                     | Oper Frankfurt                                     |
| März 2023 | Rodrigo (Don Carlos)                           | Slowenisches Nationaltheater Maribor               |
| Apr. 2023 | Zar (Der Zar läßt sich photographieren)        | Oper Frankfurt                                     |
| Apr. 2024 | Wolfram von Eschenbach (Tannhäuser)            | Oper Frankfurt                                     |
| Sep. 2024 | Prinz Friedrich Arthur (Der Prinz von Homburg) | Oper Frankfurt                                     |
| Feb. 2025 | Guercœur (Guercœur, Albéric Magnard)           | Oper Frankfurt                                     |

### Konzertrepertoire (Auswahl)
- Bach: Matthäuspassion (Jesus)[22]
- Brahms: Ein deutsches Requiem[23]
- Mahler: Lieder eines fahrenden Gesellen[24]

## Preise und Auszeichnungen
- 1. Preis in der jüngeren Sparte beim Internationalen Gesangswettbewerb „Ferruccio Tagliavini“ in Deutschlandsberg (2012)[1]
- 1. Preis beim Internationalen Petar-Konjović-Wettbewerb in Belgrad (2012)[1]
- 2. Preis und Publikumspreis beim Internationalen Otto Edelmann Wettbewerb in Wien (2015)[25]
- 1. Preis beim Ada Sari International Vocal Art Competition in Nowy Sącz (2017)[26]
- 2. Preis beim Internationalen Gesangswettbewerb NEUE STIMMEN der Bertelsmann Stiftung in Gütersloh (2019)[27]

## Diskografie
- Pietro Mascagni: Cavalleria Rusticana (Originalfassung). Mit Domen Križaj als Alfio, Balthasar Neumann Chor und Orchester unter Thomas Hengelbrock. Prospero, Nov. 2023